# Grimm fivérek
A Grimm fivérek, Jacob Grimm (Hanau, 1785. január 4. – Berlin, 1863. szeptember 20.) és Wilhelm Grimm (Hanau, 1786. február 24. – Berlin, 1859. december 16.) mesegyűjtőként és nyelvtudósként ismertek.

## Életük
A Grimm család Hessenből származott. A szülőknek, Philipp Wilhelm és Dorothea Grimmnek hat gyerekük volt. Szülőházuk a hanaui Freiheitsplatzon (korábban Paradeplatz) állt. 1791-ben az apát Steinauba nevezték ki hivatalnoknak, így odaköltöztek. Az apa 1796-ban, 45 éves korában meghalt. Édesanyjuk 1798-ban Kasselbe küldte a fiúkat egy nagynénihez. Jacob a marburgi egyetemen jogot tanult, fivére egy évvel később ugyanott ugyanazt. Egy tanáruk, Friedrich Carl von Savigny megmutatta nekik könyvtárát, Goethe és Schiller műveit, a romantikus irodalmat és a lovagi dalokat.
Az anya 1808-ban bekövetkezett halála után Jacobnak kellett a családot eltartania. Így Jérôme Bonaparte vesztfáliai király udvarában könyvtáros lett, 1809-től pedig városi tanácsos is.
1806-tól kezdve gyűjtöttek a Grimm fivérek meséket. 1810-ben újra együtt voltak Kasselban, és 1811-ben Jakob kiadta első művét a lovagi énekekről. Wilhelm első könyve régi dán meséket tartalmazott. 1813–1816-ban a Régi német erdők című újságot adták ki régi német mesékkel.

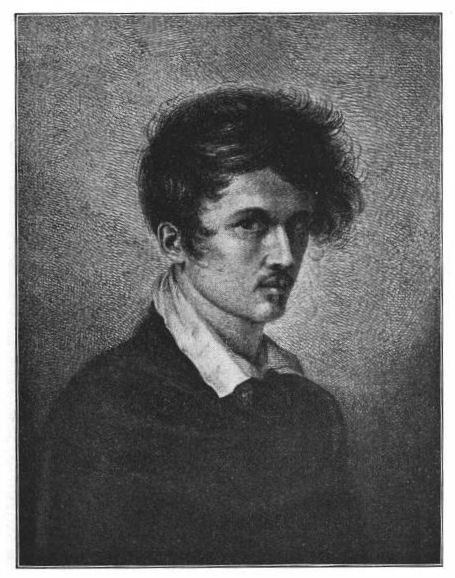
Ludwig Emil Grimm rézmetsző, a Grimm fivérek öccse

1815-ben a Gyermek- és családi mesék második kötetét adták ki. A könyvet fivérük, Ludwig Emil illusztrálta. A mesék nagy kiadása hét, a kisebbik tíz kiadást ért meg még életükben.
Régi regéket is kiadtak, ami azonban nem volt olyan népszerű, mint a mesék.
A német nyelvtanról írt könyvüket is ekkor adták ki. Az első kötet a végződésekkel foglalkozik, a második a szóképzéssel. 1818–1819-ben jelent meg először. Wilhelm a rúnaírásról írt könyvet, fő műve, a német hősi eposz 1829-ben jelent meg.
1820-ban Jacob Grimm a történeti hangfejlődés törvényszerűségeinek leírásával az első német tudományos nyelvtan megalkotója lett. A grimmi hangtörvények képezik az alapját a nyelvcsaládelméletnek.
1822-ben Jacob Grimm megalkotta elméletét az első germán hangeltolódásról, amellyel a germán nyelvek eredetét magyarázta.

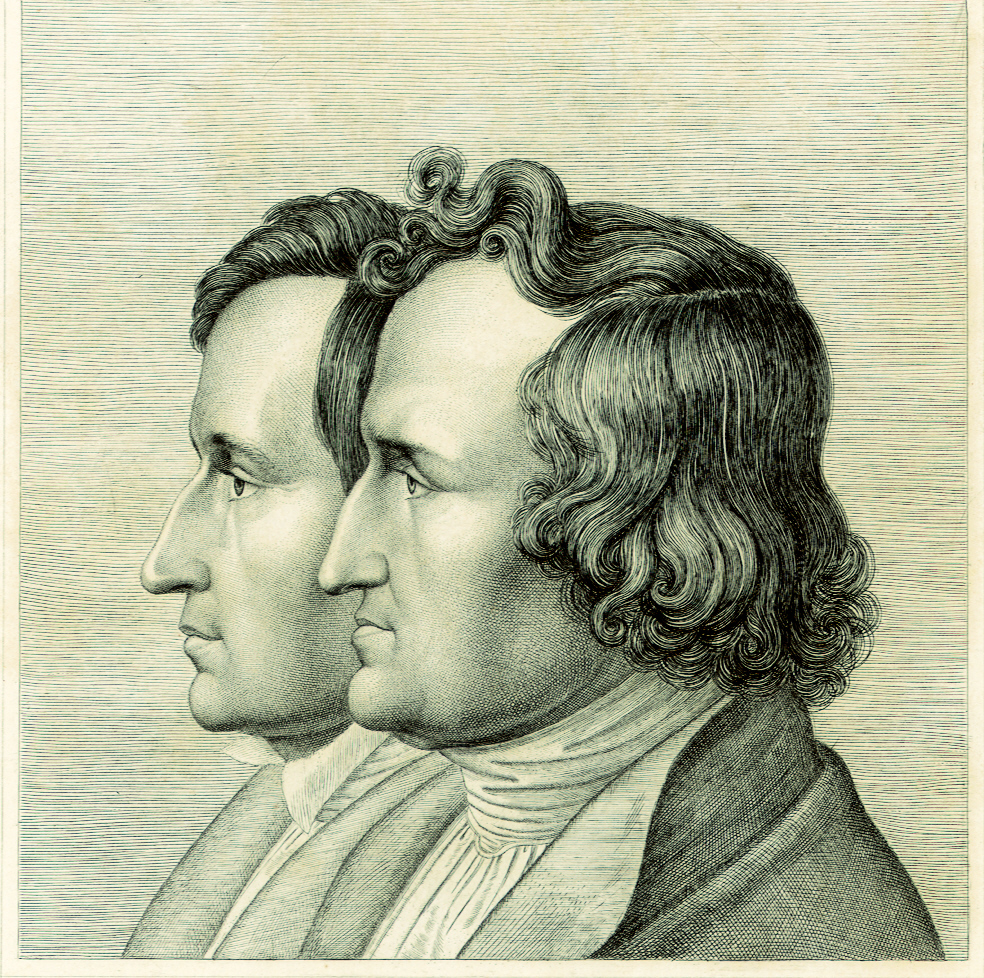
Ludwig Emil Grimm metszete a Grimm fivérekről (1843)

Göttingában is volt lakásuk. Jacob Grimm 1830-tól professzor lett, Wilhelm 1835-től. 1837-ig két további nyelvtankönyvet, majd további mesekönyveket adtak ki.
1838-ban fogtak bele a német nyelv nagyszótárának emberfeletti munkájába. Az előttük álló feladatot alábecsülték: az eredetileg hat-hét kötetesre tervezett kiadványt 10 éven belül elkészíthetőnek gondolták. Több mint 80 munkatárs 600 000-nél is több cédulát készített. Az első kötet 1854-ben jelent meg, és a két testvér a hátralévő életében már csak csekély mértékben tudott hozzájárulni a szótár elkészüléséhez: Wilhelm, aki a D betűhöz járult hozzá, 1859-ben halt meg; Jacob, aki az A, B, C és E betűt még be tudta fejezni, 1863. szeptember 20-án halt meg, éppen a Frucht (gyümölcs) szócikken dolgozott. A szótár és a testvérek történetét örökíti meg Günter Grass a 2010-ben megjelent Grimms Wörter című regényében.
Kevésbé ismert tény, hogy Jacob Grimmet mély barátság fűzte a szerb nyelvújító és a szerb népköltészet gyűjtőjéhez, Vuk Stefanović Karadžićhoz, akit házában többször is szívesen látott. Emellett kiválóan sajátította el a szerb nyelvet. Ennek köszönhetően Jacob Grimm lefordította és kiadta Vuk Karadžić szerb nyelvtanát "Srpska gramatika" (Serbische Grammatik).
A berlini akadémia jelentette 1860-ban, hogy Wilhelm Grimm elhunyt. A német köztudatban a két fivér neve együtt ismert, és egyként tisztelik őket.

## Magyar vonatkozású érdekesség
A Grimm testvérek szerint a világirodalom öt legnagyobb egyénisége közé tartozik Petőfi Sándor (Homérosz, Dante, Shakespeare, Goethe, Petőfi).[forrás?]

## Fontosabb magyar szövegkiadások
- Gyermek- és családi mesék; ford., utószó Adamik Lajos és Márton László; Magvető, Budapest, 1989
- Jacob és Wilhelm Grimm összes meséi; ford., utószó Adamik Lajos és Márton László; Merényi, Budapest, 1998
- Német mondák; ford. Adamik Lajos, Márton László; Kalligram, Pozsony, 2009
- Az oroszlán és a béka. Ismeretlen Grimm-mesék; ford. Adamik Lajos, Márton László; Kalligram, Budapest, 2016